# ماسانوبو کاتاشیما
ماسانوبو کاتاشیما (انگلیسی: Masanobu Takashima؛ زادهٔ ۲۷ اکتبر ۱۹۶۶) هنرپیشه اهل ژاپن است. وی از سال ۱۹۸۹ میلادی تاکنون مشغول فعالیت بوده‌است.
از فیلم‌هایی که وی در آن نقش داشته است، می‌توان به عفونت و گودزیلا در برابر بیولانته اشاره کرد.